# Лагуна-Гіллс (Каліфорнія)
Лагуна-Гіллс (англ. Laguna Hills) — місто (англ. city) в США, в окрузі Орандж штату Каліфорнія. Населення — 31 374 особи (2020).

## Географія
Лагуна-Гіллс розташована за координатами 33°35′29″ пн. ш. 117°41′58″ зх. д. / 33.59139° пн. ш. 117.69944° зх. д. (33.591523, -117.699407). За даними Бюро перепису населення США в 2010 році місто мало площу 17,34 км², з яких 17,28 км² — суходіл та 0,06 км² — водойми.

## Демографія
Згідно з переписом 2010 року, у місті мешкали 30 344 особи в 10 469 домогосподарствах у складі 7733 родин. Густота населення становила 1750 осіб/км². Було 11046 помешкань (637/км²).
Расовий склад населення:
| - 72,7 % — білих - 12,6 % — азіатів - 1,4 % — чорних або афроамериканців - 0,3 % — корінних американців - 0,2 % — вихідців з тихоокеанських островів - 8,1 % — осіб інших рас |

До двох чи більше рас належало 4,7 %. Частка іспаномовних становила 20,6 % від усіх жителів.
За віковим діапазоном населення розподілялося таким чином: 22,3 % — особи молодші 18 років, 64,9 % — особи у віці 18—64 років, 12,8 % — особи у віці 65 років та старші. Медіана віку мешканця становила 40,8 року. На 100 осіб жіночої статі у місті припадало 95,5 чоловіків; на 100 жінок у віці від 18 років та старших — 93,6 чоловіків також старших 18 років.
Середній дохід на одне домашнє господарство становив 126 819 доларів США (медіана — 89 754), а середній дохід на одну сім'ю — 142 956 доларів (медіана — 105 199). Медіана доходів становила 65 117 доларів для чоловіків та 51 417 доларів для жінок. За межею бідності перебувало 8,5 % осіб, у тому числі 12,1 % дітей у віці до 18 років та 9,3 % осіб у віці 65 років та старших.
Цивільне працевлаштоване населення становило 16 224 особи. Основні галузі зайнятості: освіта, охорона здоров'я та соціальна допомога — 22,1 %, науковці, спеціалісти, менеджери — 14,5 %, роздрібна торгівля — 13,2 %.